# وست ویکهام، کمبریج‌شر
وست ویکهام (به انگلیسی: West Wickham) یک روستا و محله مدنی در بریتانیا است که در کمبریج‌شر جنوبی واقع شده‌است. وست ویکهام ۴۲۳ نفر جمعیت دارد.